# Mary França
Mary Jane Ferreira França (Santos Dumont, 24 de agosto de 1948 ―Juiz de Fora, 8 de novembro de 2024) foi uma escritora brasileira de literatura infantil.Seus mais de 300 livros, boa parte deles escritos em parceria com seu marido, o ilustrador Eliardo França, são muito empregados na alfabetização e venderam mais de dez milhões de cópias no Brasil e exterior; entre eles estão as coleções "Gato e Rato" e "Os Pingos".

## Biografia
Mary nasceu em Santos Dumont, no interior de Minas Gerais, filha de Elza Duarte Ferreira e Celso Ferreira, ferroviário da Central do Brasil e comerciante. Aos cinco anos se mudou para Barra do Piraí,e aos doze,  para Juiz de Fora.  Durante a infância gostava de ler e escrever.  Enquanto cursava o magistério,  numa festa  conheceu o estudante de arquitetura Eliardo, com quem viria a se casar numa união que durou a vida toda. Seu primeiro livro publicado foi "O Menino que Voa", (1973), pela Editora Conquista, ilustrado por Eliardo inspirado na biografia de Alberto Santos-Dumont, seu conterrâneo. O Rei de Quase Tudo, de 1974 , recebeu o prêmio FNLIJ na categoria Criança. Em 1974, começou a escrever livros para crianças em fase de alfabetização para a Editora Ática, com a coleção Gato e Rato, vencedora do Prêmio FNLIJ 1979 .   Outra de suas séries mais famosas, Os Pingos, sobre criaturinhas nas cores do arco-íris, cada qual com sua personalidade, foi criada em 1985. Em 1989 Mary e Eliardo foram à Dinamarca, para  estudar e traduzir a obra de Hans Christian Andrersen.

### Morte
Mary morreu em 8 de novembro de 2024, aos 76 anos, em Juiz de Fora, por complicações de uma obstrução intestinal.